# Gemeinwohl

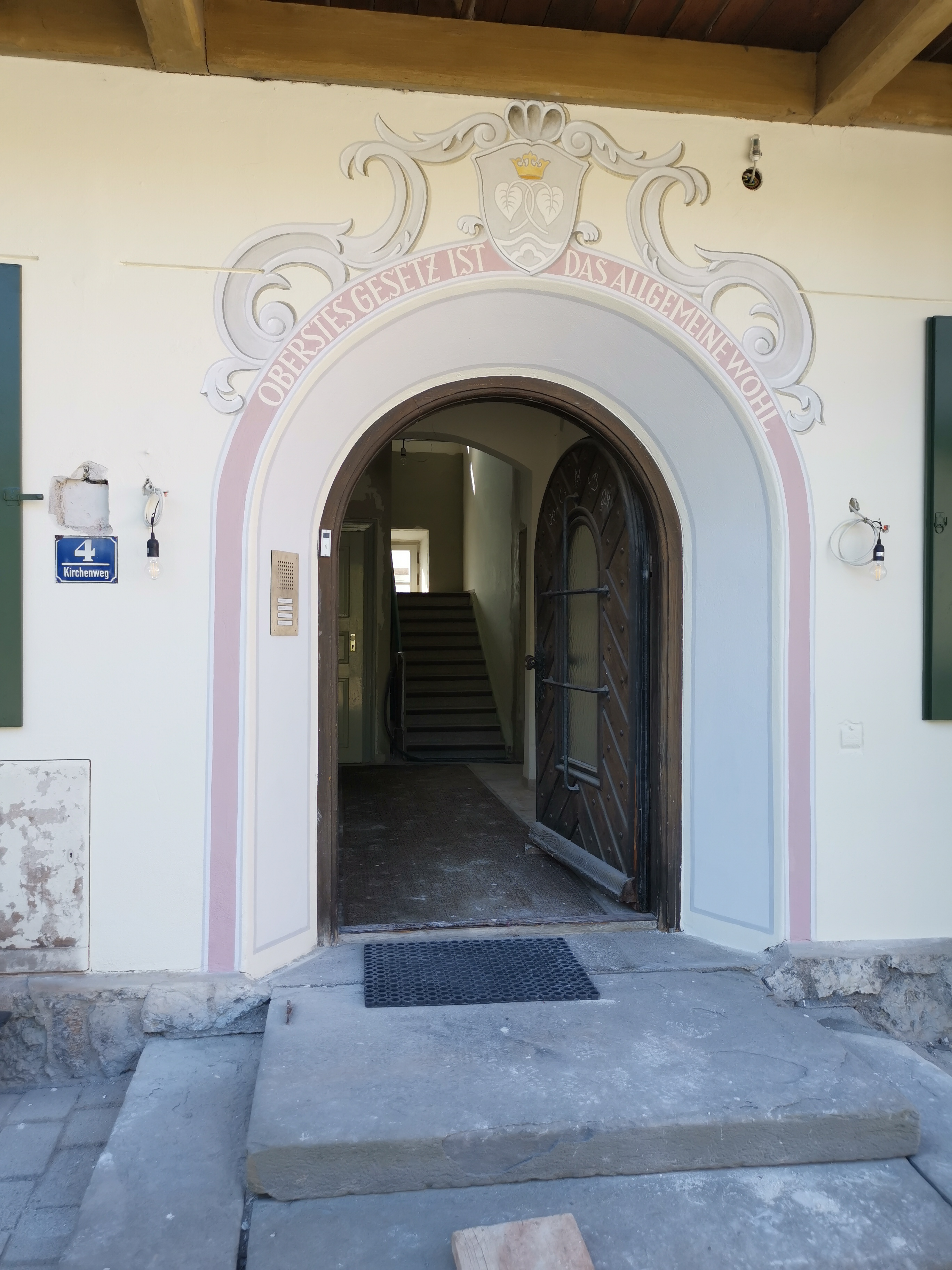
Ehemaliges Rathaus in Gmund am Tegernsee

Gemeinwohl (seltener Allgemeinwohl, altgriechisch κοινή συμφέρων koiné symphérōn; lateinisch salus publica, bonum commune, bonum generalis; englisch common good; französisch bien public) bezeichnet das Wohl („das gemeine Beste, den gemeinen Nutzen, die gemeine Wohlfahrt, den Wohlstand“), welches aus sozialen Gründen möglichst vielen Mitgliedern eines Gemeinwesens zugutekommen soll.
Ein grundlegender Dissens besteht im Hinblick auf die Frage, ob man ein „Gemeinwohl a priori“ finden könne (wie die richtige Lösung einer einfachen Mathematikaufgabe) oder ob das, was der Allgemeinheit nützt, als Ergebnis einer Bestimmungsleistung von Betroffenen oder deren Vertretern, die sich in Verhandlungen um einen Interessenausgleich bemühen (Gemeinwohl a posteriori), zu betrachten sei.
Gemeinwohl wird verstanden als Gegenbegriff zu bloßen Einzel- oder Gruppeninteressen innerhalb einer Gemeinschaft. Dabei bezog sich der Begriff des Gemeinwohls bei Aristoteles notwendig auf die örtliche Bürgergemeinschaft (Polis). In der Stoa wurde er auf die ganze Menschheit erweitert. Er kann heute auf jedwede überindividuelle Gemeinschaft bezogen werden (Ehe, Familie, Verein, Religionsgemeinschaft, Region, Land, Volk, Völker einer Vertragsgemeinschaft, Weltgemeinschaft usw., aber auch auf Welt, Natur, Universum).
In vielen politischen Philosophien hat das Gemeinwohl eine große Bedeutung. Die nähere inhaltliche Bestimmung hängt von der zugrunde gelegten Konzeption der politischen Gerechtigkeit ab. In der neuzeitlichen politischen Philosophie steht das Gemeinwohl des Staates im Vordergrund. Für manche ist dies identisch mit der Frage nach dem höchsten Staatszweck oder nach der Rechtsidee.
Der Begriff findet Verwendung in der Philosophie, der Politik, der Rechtsprechung, der Wirtschaftswissenschaft und der Soziologie.
In der neueren managementorientierten Gemeinwohl-Diskussion (Public Value) wird eine sozialwissenschaftlich inspirierte Lösung für den oben genannten Dissens angeboten. Einerseits wird die konkrete Ausgestaltung dessen, was als Gemeinwohl gelten soll, als offen, kontextabhängig und nicht im Voraus bestimmbar angesehen. Andererseits werden inhaltliche Basiskategorien durch den Rückgriff auf in der Psychologie abgestützte menschliche Grundbedürfnisse im Sinne von bio-psychischen Grundstrukturen bestimmt. Insbesondere die Cognitive-Experiential Self Theory nach Epstein bietet hier einen Bezugsrahmen, um die individuelle Ebene der Bedürfnisse mit der kollektiven Ebene des Gemeinwohls zu verbinden. Gemeinwohl als regulative Idee und generalisierte Erfahrung des Sozialen bezieht sich auf jene Werte und Normen, die eine Gemeinschaft und Gesellschaft konstituieren. Indem sich der Einzelne mit seinem gesellschaftlichen Umfeld auseinandersetzt und dieses selbst aktiv mitgestaltet, entwickelt er sich als soziales Wesen. Gemeinwohl wird in dieser Sicht als eine Voraussetzung und Ressource für gelingendes Leben interpretiert.

## Gemeinwohl in der politischen Philosophie
Gemeinwohl ist ein Terminus der klassischen politischen Philosophie, der Naturrechtslehre des Mittelalters und der Aufklärung sowie der katholischen Rechtsphilosophie.

### Ideengeschichte

#### Antike
- Platon

Der griechische Philosoph Platon schreibt in seinem staatsphilosophischen Hauptwerk, der Politeia, dass nur Philosophen wüssten, was dem Gemeinwohl dient, und diese deshalb die Regierung übernehmen sollten. An dieser Auffassung knüpft 1967 Herbert Marcuse an.
- Aristoteles

Nach Aristoteles ist das Ziel der Polis das Glück ihrer Bürger. Der Einzelne kann sein Glück nicht durch ein nur privates Leben und durch eine nur private Bedürfnisbefriedigung erreichen. Glück erreicht der Bürger nur, indem er sich für das Allgemeine engagiert. Dies entweder durch theoretische Forschung oder durch eine vernünftige Regelung der öffentlichen Belange. Dazu bedarf es der politischen (staatlichen) Ermöglichung und Sicherung öffentlicher Mitwirkung und Erkenntnisgewinnung.
Das besondere Gut der Polis, des Gemeinwesens, besteht in der gerechten Sicherung der Rechte und in der gerechten Verteilung der Pflichten.
Bei Aristoteles vereinigt der Begriff des Gemeinwohls die politische Gerechtigkeit mit dem allgemeinen Nutzen/Glück.
- Stoa

Die Stoa fasst das Gemeinwohl als das für alle Menschen Gute auf.

#### Mittelalter
Im politischen Denken des Mittelalters wurde politisches Handeln durch zwei Faktoren bestimmt: Den Eigennutz und den gemeinen Nutzen (bonum commune). Gemeinwohl wurde dabei meist nicht philosophisch verstanden (obwohl bei Thomas von Aquin bereits so formuliert), sondern als reales Lebensbedürfnis, inmitten einer Gesellschaft, die keinen Staat als oberste Ordnungsinstanz kannte. Ausgehend davon wurde das moderne bürgerliche Bewusstsein wesentlich geprägt.

#### Neuzeit
- Leibniz

Nach Gottfried Wilhelm Leibniz dient alles Recht dem Gemeinwohl. Dies besteht primär in der göttlichen Weltordnung, sekundär in der Ordnung des Menschengeschlechts und tertiär in der des Staates
- Christian Wolff

Bei Christian Wolff wird das Gemeinwohl individualistischer als das äußere Wohlergehen aller verstanden.
- Rousseau

Jean-Jacques Rousseau meint, dass sich das Allgemeinwohl finden lasse, wenn jeder unabhängig von den anderen (insbesondere ohne Parteibildung) nach dem allgemeinen Willen, der volonté générale, suche. „Wenn die Bürger keinerlei Verbindung untereinander hätten, würde, wenn das Volk wohlunterrichtet entscheidet, aus der großen Zahl der kleinen Unterschiede immer der Volonté générale (Gemeinwille) hervorgehen, und die Entscheidung wäre immer gut.“ (Gesellschaftsvertrag, Buch 2, Kap. 3).
Der Aufklärer setzt dem bloßen Willen aller (volunté de tous) den „Gemeinwillen“ (volonté générale) entgegen, der ausschließlich am Gemeinwohl interessiert sei. Nicht die Summe der individuellen Zielverfolgungen, sondern nur die kollektive Willensanstrengung könne das Gemeinwohl garantieren.
- Utilitarismus

Im Utilitarismus wird das Gemeinwohl „das größtmögliche Glück der größtmöglichen Zahl der Privatpersonen“. Zwischen dem Individualwohl und dem Gemeinwohl soll dadurch vermittelt werden.
- Adam Smith

Nach Adam Smith sei das Gemeinwohl das Ergebnis friedlicher, nach Verwirklichung eigener Interessen strebender Prozesse. „Gemeinwohl“ und „Privatwohl“ stünden somit in einem untrennlichen Zusammenhang. Politisch ein Gemeinwohl verfolgen zu wollen, wird als unmöglich und kontraproduktiv postuliert.
- Katholische Rechtsphilosophie

Die katholische Soziallehre, in der Gemeinwohl ein zentrales Sozialprinzip ist, basiert auf einer metaphysisch gefüllten Idee vom Gemeinwohl, das einem übergeordneten, vernünftigen und göttlichen Interesse (dem bonum commune – vgl. Thomas von Aquin) entspricht. Diesem Ziel ist sowohl das Handeln Einzelner als auch der Gemeinschaft verpflichtet, indem sie nach sozialer Gerechtigkeit streben. So schaffen sie die wahre Gemeinschaftsordnung und gewährleisten dadurch das Gemeinwohl.
Seit die neuere kirchliche Sozialverkündigung die Bedeutung eines internationalen Gemeinwohls stärker berücksichtigt, deckt sich dieser christliche Universalismus weitgehend mit den Gedanken eines säkularen Menschenrechtsethos.
- Kommunitarismus

Der Philosoph Michael Sandel, Mitbegründer des Kommunitarismus, kritisiert 2020 in seinem Buch Vom Ende des Gemeinwohls, dass die in den USA und Westeuropa seit den 1980er Jahren zu beobachtende Tendenz zur Meritokratie („Macht für Leistung und Verdienste“) gemeinwohlfeindlich ist und die Demokratie zerstört. Deshalb fordert er den gesellschaftlichen Gegensatz von elitärer „akademischer Bildung“ einerseits und „praktischer Arbeit“ in der Produktion andererseits zu überwinden und mit Orientierung auf das Gemeinwohl „die Würde der Arbeit“ wirtschaftlich, kulturell und politisch zu erneuern.

## Gemeinwohl in der politischen Praxis

### Phänomene nicht gemeinwohlorientierten Handelns
Als das Gegenteil einer gemeinwohlorientierten Politik gilt eine von persönlichen Machtinteressen bestimmte Politik. Diese dient den Machthabern (oder anderen profitierenden relativ kleinen Gruppen, die nicht direkt als Machthaber in Erscheinung treten), nicht aber der Gemeinschaft. Erstgenanntes lässt sich vor allem in absolutistischen Monarchien oder Diktaturen beobachten, doch auch der Kapitalismus als Wirtschaftsform steht in einer entsprechenden Kritik. Von Machtgruppen geleitete, wohlfahrtsmindernde Politik findet sich in unterschiedlich starker Ausprägung in allen politischen Systemen (siehe auch Lobbyismus).
Methodische Probleme bestehen zum einen darin, dass es Theorien gibt, denen zufolge Politiker durchaus Gewalt auf eine Weise anwenden dürfen, die ihre Gegner als „von persönlichen Machtinteressen bestimmt“ bewerten, die sie selbst aber als im Interesse eines Gemeinwohls a priori liegend einordnen. Theoretiker, die in der Tradition Adam Smiths stehen, würden andererseits zwar zugeben, dass in Politik und Wirtschaft Egoismus herrsche, aber bestreiten, dass dieser gemeinwohlschädlich sei, solange er durch Konkurrenz gebändigt werde.

### Konsensbildung bezüglich des Gemeinwohls

#### Im Pluralismus
Die Annahme, dass es überhaupt ein Gemeinwohl geben könne, das a priori feststellbar sei, wird insbesondere von den Vertretern des Pluralismus abgelehnt. Demnach kann sich Gemeinwohl nur a posteriori, aus einem freien und fairen Prozess der staatlichen Willensbildung unter Einbeziehung der Interessengruppen ergeben. Dieses Konzept des Gemeinwohls geht davon aus, dass eine Politik möglich sei, durch die niemand übervorteilt wird.
Politische und ökonomische Entscheidungen, welche einem Teil dieser Gesellschaft (im Grenzfall allen) größeren Nutzen stiften, als durch sie Nutzen in den anderen Gruppen der Gesellschaft verloren geht, gelten als Steigerung des Gemeinwohls. Das genaue Ausmaß des Konstrukts „Nutzen“ ist jedoch nicht allgemeingültig messbar, weshalb sich immer wieder Streit daran entzünden muss, ob ein Vorhaben tatsächlich die Wohlfahrt mehrt oder mindert.
Pluralistische Systeme sind nach Ernst Fraenkel von totalitären Systemen abzugrenzen, die die Hoheit über die Definition des Gemeinwohls (verstanden als „Gemeinwohl a priori“) für sich beanspruchen.
Kritiker der Methode, das Gemeinwohl als Ergebnis eines Interessenausgleichs nach Verhandlungen zu definieren, verweisen darauf, dass Interessenkonflikte, insbesondere internationale Konflikte wie Nahostkonflikt und Nord-Süd-Konflikt, nicht immer in Win-Win-Situationen auflösbar seien, vielmehr ergebe sich häufig ein Nullsummenspiel. Die Verlierer seien dabei nicht immer offensichtlich. Bei der Bestimmung des Gemeinwohls im Sinne des Pluralismus seien es systematisch schwache Gruppen, die ihr Interesse nicht artikulieren bzw. durchsetzen können, z. B. Unterschicht oder Dritte Welt, oder allgemeine Interessen wie Bewahrung des Naturkapitals und Umweltschutz. Wenn aber berechtigte Interessen nicht artikuliert und in den politischen Prozess eingebracht würden, sei es problematisch, das Ergebnis derart defizitärer Verhandlungen mit dem Etikett „Gemeinwohl“ zu versehen.

#### Herrschaftsfreier Diskurs (Habermas)
Nach der Diskurstheorie von Jürgen Habermas kann das Gemeinwohl im herrschaftsfreien Diskurs, der auf den Ausgleich der unterschiedlichen Interessen abzielt, über Einsicht bestimmt werden. Voraussetzung ist, dass über die Spielregeln, unter denen der Konflikt der verschiedenen Interessen ausgetragen wird und die Teil des oben genannten, allgemeinsten Normensystems sind, ein einsehbarer Konsens besteht. Außerdem ist dafür wichtig, dass kein relevantes Interesse vom „Markt des Ausgleichs“ ausgeschlossen ist.

## Gemeinwohl im positiven Recht

### Allgemeines
Staatliche Gewalt wird vom Bundesverfassungsgericht als dem Gemeinwohl verpflichtet angesehen.
Damit der Eingriff in ein Grundrecht nicht unverhältnismäßig ist, muss der Gesetzgeber legitime Gemeinwohlinteressen verfolgen.
Das Gemeinwohlkriterium ist in verschiedenen Gesetzen positiviert und bedarf als unbestimmter Rechtsbegriff der Auslegung. Dabei ist von einem „verfassungsstaatlichen Gemeinwohlverständnis auszugehen, das sich an den Gemeinwohlwerten des Grundgesetzes wie Menschenwürde, Freiheit, Rechtssicherheit, Frieden und Wohlstand und damit an den Grundrechten, dem Rechtsstaat-, Sozialstaats- und Demokratieprinzip festmachen lässt“.
Beispiel Sparkasse: Anwendung und Auslegung des Gemeinwohlprinzips
Im ausgehenden 18. Jahrhundert erkannten einige sozial denkende Bürger die zunehmende Armut in den Städten als Problem der frühen industriellen Revolution. Daher gründeten sie die ersten Sparkassen, die mit der Förderung des Sparsinns und damit der Vermögensbildung der Bürger, sowie der Sicherstellung der kreditwirtschaftlichen Versorgung der Bevölkerung öffentlich beauftragt wurden. Hauptzweck der Sparkassenidee war also die Hilfe zur Selbsthilfe und die Förderung der Selbstverantwortung des Einzelnen. Noch heute unterscheiden sich Sparkassen von privaten Banken dadurch, dass die „Erzielung von Gewinnen nicht Hauptzweck des Geschäftsbetriebes“ ist, sondern die Verpflichtung zum Gemeinwohl. Dies ist in den Sparkassengesetzen und dem KWG festgeschrieben. Heute kommen die Sparkassen ihrer Gemeinwohlverpflichtung zudem durch die Verwendung eines Teiles ihres Jahresüberschusses als Spenden für gemeinnützige, kulturelle, wissenschaftliche oder soziale Zwecke nach.

### Grundgesetz

#### Eigentumsfreiheit
Nach Art. 14 Abs. 2 Grundgesetz gilt: „Eigentum verpflichtet. Sein Gebrauch soll zugleich dem Wohle der Allgemeinheit dienen.“ Nach Art. 14 Abs. 3 Satz 1 GG: „Eine Enteignung ist nur zum Wohle der Allgemeinheit zulässig.“
In Art. 14 Abs. 2 GG wird die so genannte Sozialbindung des Eigentums festgesetzt (Sozialpflichtigkeit des Eigentums).
So ist zum Beispiel der Schutz von Kulturdenkmälern … grundsätzlich ein legitimes Anliegen, Denkmalpflege eine Gemeinwohlaufgabe von hohem Rang, die einschränkende Regelungen im Sinne von Art. 14 Abs. 1 Satz 2 GG rechtfertigt.

#### Berufsausübungsfreiheit
Gesetzliche Regelungen der Berufsausübung nach Art. 12 Abs. 1 GG (siehe Berufsfreiheit) sind unter anderem nur zulässig, „wenn sie durch hinreichende Gründe des Gemeinwohls gerechtfertigt werden.“ Der Gesetzgeber muss „einen Gemeinwohlbelang von hinreichendem Gewicht, der Einschränkungen der Berufsausübung rechtfertigen kann“ verfolgen. Dabei können „reine Berufsausübungsbeschränkungen … grundsätzlich durch jede vernünftige Erwägung des Gemeinwohls legitimiert werden. Allerdings müssen Eingriffszweck und Eingriffsintensität in einem angemessenen Verhältnis stehen.“
Oder in einer anderen Wendung: „Um vor der Garantie der Berufsfreiheit (Art. 12 Abs. 1 GG) Bestand haben zu können, müssen Eingriffe in die Berufsausübungsfreiheit auf einer gesetzlichen Grundlage beruhen, die durch ausreichende Gründe des Gemeinwohls gerechtfertigt ist […]. Die aus Gründen des Gemeinwohls unumgänglichen Einschränkungen der Berufsfreiheit stehen unter dem Gebot der Verhältnismäßigkeit […]. Daher müssen die Eingriffe zur Erreichung des Eingriffsziels geeignet sein und dürfen nicht weiter gehen, als es die Gemeinwohlbelange erfordern […]. Die Eingriffsmittel dürfen zudem nicht übermäßig belastend sein […], so dass bei einer Gesamtabwägung zwischen der Schwere des Eingriffs und dem Gewicht der ihn rechtfertigenden Gründe die Grenze der Zumutbarkeit noch gewahrt ist.“

## Gemeinwohl in der Ökonomik

### Gemeinwohl als normativer Begriff
Aus Sicht der ökonomischen Theorie wird die normative Frage nach dem Ziel des Wirtschaftens mit dem Begriff des Gemeinwohls beantwortet. Das Gemeinwohl (common good, Wohlfahrt) stellt ein „Gut“, das sich aus den Prozessen des Wirtschaftens ergibt und für die Individuen nutzenstiftend wirkt. Die Ökonomik, die die Interaktion von Individuen auf Märkten aber auch im gesellschaftlichen, nicht-marktlichen Raum untersucht, versteht sich hierbei als Teil der Sozialwissenschaften und bewertet die Prozesse und Ergebnisse dieser Interaktionen aus sozialer Sicht mit einem Gemeinwohlkriterium. Auch wenn der Gemeinwohlbegriff in der Ökonomik heute materiell eher unbestimmt ist, sehen Wirtschaftswissenschaftler wie der Nobelpreisträger Jean Tirole die Ökonomik als eine Wissenschaft, die explizit darauf gerichtet ist, die Welt angesichts von Herausforderungen wie der Klimakrise oder der Digitalisierung durch die Gestaltung von Institutionen und Regeln zu einem besseren Ort zu machen („Economics for the Common Good“).

### Streit um Werturteile bei der ökonomischen Bestimmung des Gemeinwohls
Die Theoriegeschichte der Ökonomik ist bei der Bestimmung und Verwendung des Gemeinwohlbegriffs von diversen Werturteilsstreitigkeiten geprägt. Diese rankten sich beispielsweise um die Frage, ob eine objektive Wissenschaft aus sich selbst heraus überhaupt in der Lage ist, normative Urteile für die Gestaltung von Politik zu formulieren (siehe hierzu auch Werturteilsstreit).
Von besonderer Bedeutung ist der Streit um die Frage, ob es mit wissenschaftlichen Mitteln möglich und sinnvoll sei, interpersonelle Nutzenvergleiche vorzunehmen. Versteht man das Gemeinwohl eher utilitaristisch im Sinne einer Aggregation aller Nutzen, die die Individuen in einem bestimmten gesellschaftlichen Zustand erfahren, so kommt die Bestimmung des Gemeinwohls nicht um den Vergleich und die Verrechnung der Vor- und Nachteile herum, die die einzelnen Individuen in dieser Situation erfahren (siehe Utilitarismus).
Wird hingegen – wie in der jüngeren Wohlfahrtsökonomik – die Möglichkeit verneint, interpersonelle Nutzenvergleiche vorzunehmen, verbleibt lediglich das Pareto-Kriterium als normative Grundlage zur Beurteilung gesellschaftlicher Situationen.

### Theoriegeschichtliche Entwicklung des Gemeinwohlbegriffs in der Ökonomik
Unterschiedliche Konzeptionen eines allgemeinen Wohls haben die Entwicklung der Ökonomik seit Beginn der Aufklärung geprägt. Vereinfacht lassen sich mehrere Phasen der Begriffsentwicklung unterscheiden.
Die Physiokraten gingen von einem rein physisch-materiellen Wohlfahrts- bzw. Gemeinwohlbegriff aus. Wirtschaftliche Aktivitäten wurden aus der Beherrschung der Natur abgeleitet und als Kreislaufzusammenhänge verstanden.
Die Denker der ökonomischen Klassik übernahmen zwar diesen materiellen Wohlfahrtsbegriff, richteten ihre Aufmerksamkeit aber auf die institutionellen Voraussetzungen eines Wachstums des Lebensstandards. Auf eine aus heutiger Sicht naiven Weise setzte sich die Wohlfahrt eines Landes aus der Summe aller für den Endverbrauch produzierten Güter und Dienstleistungen zusammen. Erst später etablierte sich die Vorstellung, dass sich der materielle Wohlfahrtsbegriff nicht nur die Summe der Güter und das durchschnittliche Pro-Kopf-Einkommen, sondern auch auf seine Verteilung beziehen sollte.
Mit der Neoklassik und der ökonomischen Nutzentheorie wurde der materielle Wohlfahrtsbegriff durch subjektive Vorstellungen von Nutzen und Gemeinwohl abgelöst. Betrachtet man (wie die Utilitaristen) das Gemeinwohl als Summe aller individuellen Nutzen, so ist für eine Steigerung des Gemeinwohls nicht nur eine Steigerung des aggregierten Sozialproduktes relevant, sondern es sind auch nutzentheoretische Aspekte wie etwa der abnehmende Grenznutzen von Gütern zu berücksichtigen. Vereinfacht formuliert: Steigerungen des Gemeinwohls sind sowohl durch eine Vergrößerung des Kuchens als auch durch eine gerechtere Verteilung der einzelnen Kuchenstücke zu erreichen. Derartige Vorstellungen von Gemeinwohl werden in der Ökonomik beispielsweise in Form sozialer Wohlfahrtsfunktionen abgebildet und als Entscheidungskriterium operationalisiert.
Der starke Informationsgehalt der individuellen Nutzen für normative Fragen wie die Bestimmung des Gemeinwohls wurde mit der jüngeren Wohlfahrtsökonomik in Frage gestellt. Aufgrund der Skepsis hinsichtlich der Zulässigkeit interpersoneller Nutzenvergleiche ging man zu einem eher behavioristischen Wohlfahrtsbegriff über. Da Nutzenvergleiche abgelehnt wurden, wurde nur noch das in den individuellen Wahlhandlungen auf Märkten beobachtbare Verhalten der Individuen als belastbare Wertinformation für die Bestimmung von Wohlfahrt akzeptiert. Eine Verdichtung dieser Informationen zum Kriterium der Pareto-Optimalität ist nur bei Interessengleichheit der Individuen möglich. Bei Interessenkonflikten, die entstehen, wenn z. B. einige Individuen von politischen Maßnahmen profitieren, andere sich hingegen verschlechtern, ist dies nicht möglich. Vereinfacht formuliert: Eine Veränderung der Verteilung eines gegebenen Kuchens unter den Individuen führt nicht mehr zu einer Steigerung des Gemeinwohls.
In jüngerer Zeit wurden Ansätze entwickelt, die sich mit derartigen inhaltlich unbestimmten Leeformeln des Gemeinwohls nicht zufriedengeben. Derartige Ansätze gehen über den Nutzenbegriff hinaus und führen zusätzliche normative Konstrukte ein, um zu einer Operationalisierung des Gemeinwohlbegriffs zu kommen. Hierzu zählt etwa der Fähigkeitenansatz von Amartya Sen oder die mehrdimensionale Konzeption des Human Development Index (HDI). Derartige Ansätze berücksichtigen bei der Bestimmung des Gemeinwohls auch institutionelle und soziale Faktoren wie etwa die Beschaffenheit des Bildungssystems, die Zugänge zu Energieversorgung und Gesundheitsleistungen oder auch die Repräsentanz der Individuen in politischen Entscheidungsprozessen.

## Gemeinwohl im Management

### Organisationen als Gemeinwohltreiber
In der Betriebswirtschaftslehre wird die Orientierung am Gemeinwohl vor allem in der verhaltenswissenschaftlich orientierten Variante thematisiert.
Der Managementdenker Peter Drucker sprach von einer „Gesellschaft der Organisationen“ und zielt damit auf die grundlegende gesellschaftliche Funktion von Unternehmen, öffentlichen Verwaltungen und des Non-Profit-Sektors, die in je spezifischer Weise konstitutiv für ein soziales System sind, dieses produzieren und reproduzieren.
In der managementorientierten Betriebswirtschaftslehre wird das Gemeinwohl aktuell unter dem Begriff Public Value als Leistungsindikator und Legitimationsgrundlage organisationalen Handelns verstanden. Damit verknüpft ist die Annahme, dass jede Organisation allein durch ihr Kerngeschäft einen Beitrag zur Stabilisierung bzw. Weiterentwicklung des Gemeinwesens leistet und somit das Gemeinwohl beeinflusst. In dieser nicht-normativen Konzeption wird explizit offen gelassen, welche Gemeinwohlwerte anstrebenswert sind. Auf diese Weise wird Gemeinwohl dynamisiert, in einen kulturellen Kontext eingebunden und durch konkrete Handlungen (Management) als veränderbar beschrieben. Mit dem GemeinwohlAtlas wurde in der Schweiz eine Internetplattform geschaffen, auf der die Gemeinwohlbeiträge der größten Unternehmen und Organisationen transparent gemacht werden. GemeinwohlAtlanten wurden im Mai 2014 und im September 2015 veröffentlicht. Der GemeinwohlAtlas basiert auf einer bevölkerungsrepräsentativen Umfrage in der Deutschschweiz und enthält Organisationen aus verschiedenen Sektoren der Gesellschaft. Die Einordnung der Organisationen in eine Rangliste erfolgt auf Basis einer integrierten Betrachtung von vier bedürfnistheoretisch begründeten Dimensionen. Ein solcher GemeinwohlAtlas wurde 2015 auch erstmals für Deutschland erstellt (Publikation im Oktober 2015).

### Gemeinwohl und Unternehmen
Bereits Ende des 18. Jahrhunderts gab es Bestrebungen, den Zweck bestimmter Unternehmen am Gemeinwohl auszurichten, wie das Beispiel Sparkasse zeigt.
Für Unternehmen gewinnt der Gemeinwohl-/Public-Value-Ansatz an Bedeutung, wenn sie ihre Rolle im gesellschaftlichen Umfeld bestimmen wollen. Neben dem Risikomanagement geht es um die strategische Positionierung und die Legitimation unternehmerischer Tätigkeit im gesellschaftlichen Umfeld. Das Neue daran ist eine ganzheitliche Betrachtung, bei der die finanziell-ökonomische Wertschöpfung nur einen Ausschnitt des Gemeinwohl-Beitrages darstellt. In dieser Perspektive leisten Unternehmen neben dem funktionalen Kundennutzen auch moralisch-ethische, politisch-soziale auch hedonistisch-ästhetische Beiträge zum Gemeinwohl – sie beeinflussen gesellschaftliche Werte. In der Praxis wurden bisher einzelne Gemeinwohlaspekte unter Begriffen wie „Nachhaltigkeit“ oder „gesellschaftliche Verantwortung“ thematisiert, doch in der Regel nicht im Sinne eines Wertbeitrages verstanden.

### Modell einer Gemeinwohl-Ökonomie
Eine umfassende Überarbeitung unseres gegenwärtigen Wirtschaftssystems will der österreichische Attac-Mitbegründer Christian Felber mit dem Modell einer Gemeinwohl-Ökonomie erreichen, bei der Erfolg nicht mehr länger mit Konkurrenz und Finanzgewinn, sondern mit Kooperation und einem größtmöglichen Beitrag zum allgemeinen Wohl gleichgesetzt wird. Herzstück dabei ist eine „Gemeinwohl-Bilanz“, mit der Kriterien sozialer Verantwortung, ökologisch nachhaltigen Wirtschaftens, innerbetriebliche Demokratie und gesamtgesellschaftlicher Solidarität gemessen werden. Betriebe, die eine solche Bilanz erstellen, sollten dann auch Vorteile bezüglich z. B. niedrigeren Steuern oder günstigeren Krediten bekommen. Nach Angaben des „Vereins zur Förderung der Gemeinwohl-Ökonomie“ wird dieses Wirtschaftsmodell nicht nur von vielen Einzelnen, Vereinen und Politikern unterstützt, sondern inzwischen (Ende Februar 2015) auch von über 1700 Unternehmen.
Kritiker bemängeln an Felbers Modell vor allem ökonomische Aspekte. Es wird aber auch grundsätzlich befürchtet, die Gemeinwohl-Ökonomie sei nicht für reale Menschen, sondern für ideale Menschen gedacht; nicht zufällig sei der Gemeinwohlbegriff in der Geschichte von autoritären Regimen instrumentalisiert worden. Diesen Vorwurf rufen vor allem Felbers radikale Neuerungen bezüglich der Finanzmärkte hervor, wonach z. B. Geld, das nicht für die reale Wirtschaft gebraucht wird, unverzinslich stillgelegt werden sollte. In diesem thematischen Kontext wird allerdings auch registriert, dass Felber immer wieder betont hat, dass solche grundsätzlichen gesellschaftlichen Weichenstellungen demokratisch herbeigeführt werden müssten. Kritisiert wird auch, dass die Gemeinwohl-Ökonomie bisher zu wenig theoretische Fundierung und wissenschaftliche Verortung geliefert habe. Es handle sich somit eher um eine soziale Bewegung als um eine wissenschaftliche Denkschule. Dabei seien die selektiv ausgewählten Gemeinwohlwerte nicht in einem demokratischen Prozess ermittelt worden und könnten folglich keinen gesellschaftlichen Konsens voraussetzen. Bei der Implementierung einer gemeinwohlorientierten Bilanzierung in der Praxis wird immer wieder die Vagheit der Idee kritisiert und mehr Professionalität eingefordert.
Der Europäische Wirtschafts- und Sozialausschuss (EWSA), der die EU-Organe berät, hat im September 2015 in einer Stellungnahme empfohlen, das Modell der Gemeinwohl-Ökonomie sowohl in den europäischen als auch in die einzelstaatlichen Rechtsrahmen zu integrieren. Es wird vorgeschlagen, Unternehmen die Erstellung einer Gemeinwohlbilanz zu empfehlen und Investitionspläne auf ihre Wirkung auf das Gemeinwohl hin zu untersuchen. Ziel ist „der Wandel hin zu einer europäischen ethischen Marktwirtschaft“.

### Gemeinwohl und öffentliche Verwaltung
Die Thematisierung des Gemeinwohls für das Management in der öffentlichen Verwaltung unter dem Begriff Public Value geht zurück auf den Harvard-Verwaltungswissenschaftler Mark Moore. In Analogie zum Shareholder Value-Konzept für privatwirtschaftliche Unternehmen postuliert er, dass sich die öffentliche Verwaltung an der Schaffung von Public Value, also Wert für die Öffentlichkeit, letztlich Gemeinwohl, ausrichten sollte. Dieser Ansatz wurde in vielen Ländern (u. a. Deutschland) im Rahmen der Debatte um Verwaltungsreformen aufgegriffen und als nächster Entwicklungsschritt nach dem New Public Management interpretiert. Damit wird eine gewachsene Verwaltungstradition („Gemeinwohl als Grund und Grenze öffentlichen Handelns“) mit der Frage nach wirkungsorientiertem unternehmerischen Denken und Handeln verbunden.

## Zitate
- Thomas von Aquin: „Die Gutheit eines jeden Teiles hängt immer ab vom Entsprechungsverhältnis zu seinem Ganzen; … Da nun jeder Mensch Teil eines bürgerlichen Gemeinwesens ist, kann der Mensch unmöglich gut sein, wenn er nicht dem Gemeingut gerecht wird.“[38]
- Verfassung des Freistaates Bayern, Art. 151 Abs. 1: „Die gesamte wirtschaftliche Tätigkeit dient dem Gemeinwohl, insbesondere der Gewährleistung eines menschenwürdigen Daseins für alle und der allmählichen Erhöhung der Lebenshaltung aller Volksschichten.“[39]
- Wichtig ist, dass wir uns bei allem, was wir tun, immer unserer Gemeinwohlorientierung bewusst sind. Susanne Pfab, Generalsekretärin der ARD, im Interview mit Die Welt, zum Thema Sprachregelung beim staatlichen Rundfunk, zur Auseinandersetzung mit einem ARD-Manual der Elisabeth Wehling, Februar 2019.